# Thomas Gomez
Thomas Gomez (n. 10 iulie 1905, New York City, New York, SUA – d. 18 iunie 1971, Santa Monica, California, SUA) a fost un actor american.

## Biografie
S-a născut ca Sabino Tomas Gomez la 10 iulie 1905 în orașul New York. A început actori în anii 1920, fiind student al actorului Walter Hampden.

## Filmografie
| An   | Film                                            | Rol                       |
| ---- | ----------------------------------------------- | ------------------------- |
| 1942 | Arabian Nights                                  | Hakim                     |
| 1942 | Pittsburgh                                      | Joe Malneck               |
| 1942 | Who Done It?                                    | Colonel J.R. Andrews      |
| 1942 | Sherlock Holmes and the Voice of Terror         | R.F. Meade, Nazi agent    |
| 1943 | Crazy House                                     | N.G. Wagstaff             |
| 1943 | Corvette K-225                                  | Smithy                    |
| 1943 | Frontier Badmen                                 | Ballard                   |
| 1943 | White Savage                                    | Sam Miller                |
| 1944 | Dead Man's Eyes                                 | Captain Drury             |
| 1944 | Bowery to Broadway                              | Tom Harvey                |
| 1944 | The Climax                                      | Count Seebruck            |
| 1944 | In Society                                      | Drexel                    |
| 1944 | Phantom Lady                                    | Inspector Burgess         |
| 1945 | I'll Tell the World                             | J.B. Kindell              |
| 1945 | Patrick the Great                               | Max Wilson                |
| 1945 | Frisco Sal                                      | Police Captain Dan Martin |
| 1945 | Can't Help Singing                              | Jake Carstairs            |
| 1946 | Swell Guy                                       | Dave Vinson               |
| 1946 | Night in Paradise                               | King Croesus              |
| 1946 | The Daltons Ride Again                          | McKenna                   |
| 1947 | A Double Life                                   | Voice of Cassio           |
| 1947 | Ride the Pink Horse                             | Pancho                    |
| 1947 | Singapore                                       | Mr. Mauribus              |
| 1947 | Johnny O'Clock                                  | Guido Marchettis          |
| 1948 | Force of Evil                                   | Leo Morse                 |
| 1948 | Angel in Exile                                  | Dr. Estaban Chavez        |
| 1948 | Key Largo                                       | Richard "Curly" Hoff      |
| 1948 | Casbah                                          | Louvain                   |
| 1948 | Captain from Castile                            | Father Bartolome Romero   |
| 1949 | I Married a Communist                           | Vanning                   |
| 1949 | The Midnight Kiss                               | Guido Russino Betelli     |
| 1949 | Come to the Stable                              | Luigi Rossi               |
| 1949 | Sorrowful Jones                                 | Reardon                   |
| 1950 | Kim                                             | Emissary                  |
| 1950 | The Furies                                      | El Tigre                  |
| 1950 | The Eagle and the Hawk                          | General Liguras           |
| 1951 | Harlem Globetrotters                            | Coach Saperstein          |
| 1951 | Anne of the Indies                              | Blackbeard                |
| 1952 | Pony Soldier                                    | Natayo Smith              |
| 1952 | The Merry Widow                                 | King of Marshovia         |
| 1952 | The Sellout                                     | Sheriff Kellwin C. Burke  |
| 1952 | Macao                                           | Lieutenant Sebastian      |
| 1953 | Sombrero                                        | Don Homero Calderon       |
| 1954 | The Adventures of Hajji Baba                    | Osman Aga                 |
| 1954 | The Gambler from Natchez                        | Captain Antoine Barbee    |
| 1955 | Night Freight                                   | Haight                    |
| 1955 | The Looters                                     | George Parkinson          |
| 1955 | The Magnificent Matador                         | Don David                 |
| 1955 | Las Vegas Shakedown                             | Al "Gimpy" Sirago         |
| 1956 | Trapeze                                         | Bouglione                 |
| 1956 | The Conqueror                                   | Wang Kahn                 |
| 1959 | But Not for Me                                  | Demetrios Bacos           |
| 1959 | "Stranger at Night" (The Rifleman episode) (TV) | Artemus Quarles           |
| 1959 | "Escape Clause" (Twilight Zone episode) (TV)    | Mr. Cadwallader           |
| 1959 | John Paul Jones                                 | Esek Hopkins              |
| 1961 | Summer and Smoke                                | Papa Zacharias            |
| 1961 | The Power and the Glory (TV)                    | Delgado                   |
| 1961 | "Dust" (Twilight Zone episode) (TV)             | Sykes                     |
| 1968 | Stay Away, Joe                                  | Grandpa                   |
| 1968 | Shadow Over Elveron (TV)                        | Arturo Silvera            |
| 1970 | Beneath the Planet of the Apes                  | Minister                  |